# Odeya Rush
Odeya Rush (Haifa, 12 mei 1997) is een Israëlisch actrice. Ze is onder andere bekend van haar hoofdrollen in de films Goosebumps, The Bachelors, Lady Bird en Let It Snow.

## Vroegere leven
Rush werd geboren als Odeya Rushinek op 12 mei 1997 in een Joodse familie in Haifa, Israël. In het Hebreeuws betekent haar voornaam "Ik bedank God". Als achtjarige opgroeiend in Haifa schreef en speelde ze al toneelstukken.
Op negenjarige leeftijd verhuisde Rush met haar familie naar de Verenigde Staten, waar haar vader een baan als veiligheidsadviseur op zich nam in Alabama. Ten tijde van aankomst sprak Rush slechts Hebreeuws en geen Engels. Ze ging naar een joodse school in Birmingham. Rush en haar familie verhuisden later naar Midland Park in de staat New Jersey, waar Rush naar een vrije school ging.
In het begin van 2013 verhuisde Rush met haar familie naar Los Angeles. Ze heeft zes broers, waarvan vier jongere en twee oudere.

## Biografie

### Modellencarrière

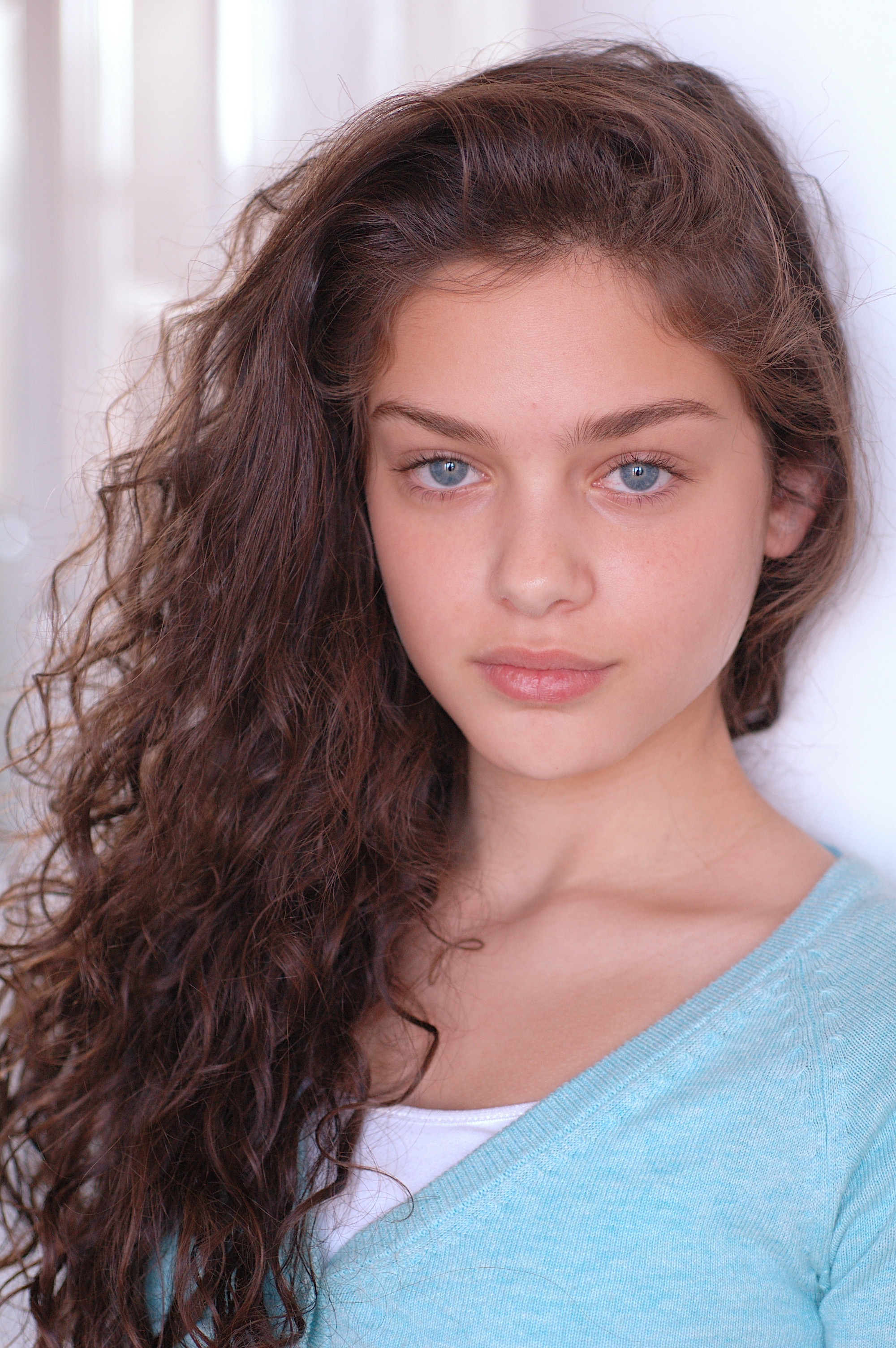
Rush in 2011

Voordat Rush actrice werd, begon ze in haar kindertijd als model. In haar tienerjaren werd Rush als model ontdekt in de Verenigde Staten, waarna ze in meerdere grote campagnes en advertenties verscheen van merken als Polo Ralph Lauren Corporation, Gap, Tommy Hilfiger en H&M. Ook verscheen Rush in een zomercampagne van een samenwerking tussen Fila en Urban Outfitters in 2018.

### Acteercarrière
De eerste acteerklussen van Rush waren in 2010 in de aflevering "Branded" van Law & Order: Special Victims Unit, waarin ze het personage Hannah Milner vertolkte, en in de aflevering "Mister Softee" van de televisieserieCurb Your Enthusiasm als Emily. Haar eerste filmrol was in 2012 in de door Peter Hedges geregisseerde Disney film The Odd Life of Timothy Green. Hierin speelde ze Joni Jerome, de beste vriend van Timothy. Ook had Rush een bijrol als Fiona in de sci-fifilm The Giver, gebaseerd op de gelijknamige novel van Lois Lowry. Rush verscheen hierin naast Brenton Thwaites, Jeff Bridges, Meryl Streep, Katie Holmes, Alexander Skarsgård en Taylor Swift.
In 2015 was Rush te zien als Ashley Burwood, de nicht van Johana Burwood (gespeeld door Sarah Hyland), in de komediefilm See You in Valhalla. De volgende rol van Rush was als vrouwelijke hoofdrolspeelster in de film Goosebumps, gebaseerd op de gelijknamige boekenserie van R.L. Stine. Hierin speelde ze Hannah Fairchild, de "dochter" van R.L. Stine (gespeeld door Jack Black) die samen met haar buurjongen de strijd aangaat tegen de Goosebumps monsters.
Rush voltooide in 2016 haar opnames van de satirische komediefilm Dear Dictator, waarin ze te zien was naast Michael Caine en Katie Holmes. Daarnaast werd ze ook gecast als Ella Hatto, naast Sam Worthington, in de actie-thrillerfilm The Hunter's Prayer geregisseerd door Jonathan Mostow.
In 2017 had Rush een bijrol in de film Lady Bird, geregisseerd door Greta Gerwig. Voor deze rol werden Rush en de andere castleden genomineerd voor meerdere filmprijzen. Lady Bird kreeg vijf Oscar nominaties, waaronder voor beste film. Hetzelfde jaar verscheen Rush ook in de film The Bachelors naast J.K. Simmons
Rush vertolkte in 2017 haar eerste hoofdrol in een Hebreeuwstalige Israëlische dramaserie getiteld בעלת החלומות (Baalat HaChalomot). In het daaropvolgende jaar verscheen ze als het personage Macy in de komedie-dramafilm Cha Cha Real Smooth en als River in de bovennatuurlijke horrorfilm Umma.

## Filmografie

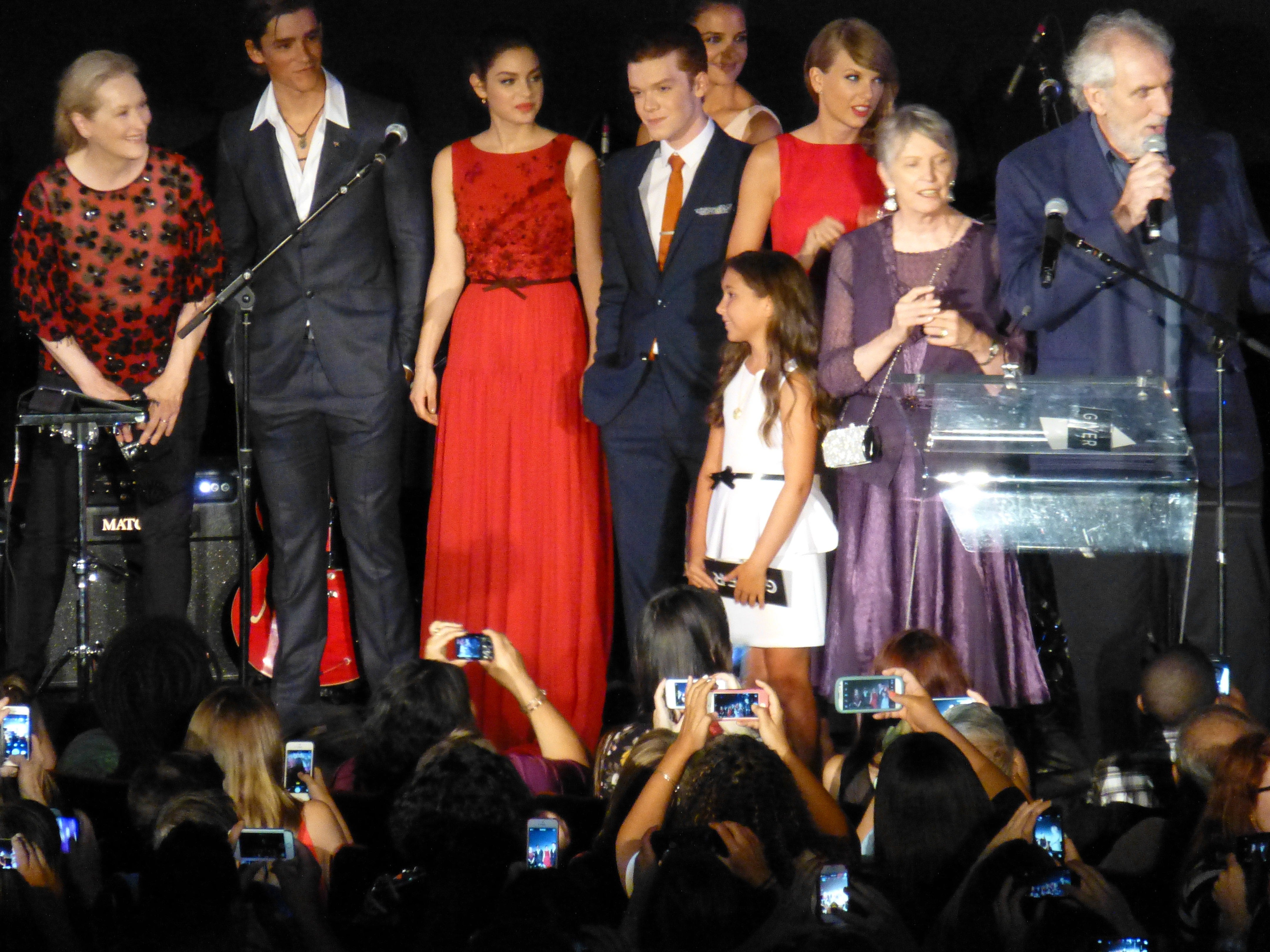
Rush (derde van links) met de cast van The Giver in 2014

### Films
| Jaar | Titel                         | Rol                 | Opmerkingen                                            |
| ---- | ----------------------------- | ------------------- | ------------------------------------------------------ |
| 2012 | The Odd Life of Timothy Green | Joni Jerome         |                                                        |
| 2013 | We Are What We Are            | Alyce Parker        |                                                        |
| 2014 | The Giver                     | Fiona               |                                                        |
| 2015 | See You in Valhalla           | Ashley Burwood      |                                                        |
| 2015 | Goosebumps                    | Hannah Fairchild    |                                                        |
| 2016 | Almost Friends                | Amber               |                                                        |
| 2017 | The Hunter's Prayer           | Ella Hatto          |                                                        |
| 2017 | The Bachelors                 | Lacy Westman        |                                                        |
| 2017 | Lady Bird                     | Jenna Walton        |                                                        |
| 2017 | When the Devil Comes          | Kyra                |                                                        |
| 2017 | Thanks                        | Maddy               | Korte film; eveneens regisseur, producent en schrijver |
| 2018 | Dear Dictator                 | Tatiana Mills       |                                                        |
| 2018 | Dumplin'                      | Ellen 'Elle' Dryver |                                                        |
| 2018 | Spinning Man                  | Joyce Bonner        |                                                        |
| 2019 | Let It Snow                   | Addie               |                                                        |
| 2020 | Pink Skies Ahead              | Stephanie           |                                                        |
| 2022 | Cha Cha Real Smooth           | Macy                |                                                        |
| 2022 | Umma                          | River               |                                                        |
| 2023 | Dangerous Waters              | Rose                |                                                        |

### Televisie
| Jaar | Titel                             | Rol               | Extra                                        |
| ---- | --------------------------------- | ----------------- | -------------------------------------------- |
| 2010 | Law & Order: Special Victims Unit | Hannah Milner     | Aflevering: "Branded"                        |
| 2011 | Curb Your Enthusiasm              | Emily             | Aflevering: "Mister Softee"                  |
| 2021 | בעלת החלומות (Baalat HaChalomot)  | Nur / Rose Romano | Titelrol; Israëlische dramaserie (Hebreeuws) |
| 2022 | Pantheon                          | Samara            | Aflevering: “Pantheon” (stemrol)             |